# Nicolau de Metone
Nicolau de Metone (grec: Νικόλαος, Nikólaos; nascut a principis del segle xii i mort entre el 1160 i el 1166) fou un bisbe romà d'Orient.
Fou bisbe de Metone, al Peloponès, i va escriure diversos llibres contra la unió entre l'església grega i l'església llatina. Un resum dels llibres fou publicat per Fabricius. És considerat opositor dels filòsofs neoplatònics i va publicar un llibre en rèplica a Στοιχείωσις θεολογική, de Procle; aquesta rèplica fou publicada en llatí a Frankfurt el 1825 sota el nom de Nicolai Methonensis Refutatio Institutionis Theologicae Procli Platonici.